# Szachista (powieść)

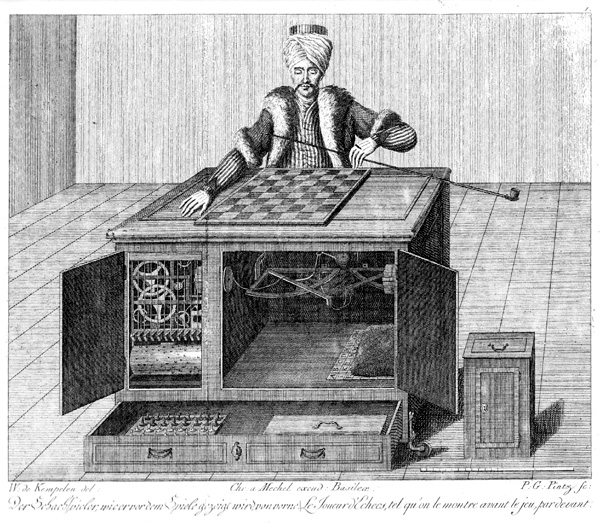
Mechaniczny Turek

Szachista – polska powieść sensacyjna Waldemara Łysiaka o nieudanej operacji z 1806 pod kryptonimem „Chess-player”.
W latach 1976–1977 Szachista ukazywał się w odcinkach w tygodniku „Myśl Społeczna”, wydawanym przez Zrzeszenie Katolików „Caritas”. Pierwszy odcinek opublikowano w nr 1 z 4 stycznia 1976, ostatni w nr 24 12 czerwca 1977.
Powieść została wydana drukiem w 1980 roku nakładem Instytutu Wydawniczego PAX.

## Treść
Akcja miała na celu porwanie Napoleona Bonaparte i podstawienie na jego miejsce sobowtóra. Zadanie to było wykonane za pomocą sławnego pseudoautomatu Mechaniczny Turek, który został sprowadzony do zamku w Szamotułach i tam nastąpił kulminacyjny punkt tej operacji.
W rzeczywistości istnieją partie szachowe z notacją szachową Napoleona, ale historycy twierdzą, że to są apokryfy szachowe.